# 1960年スコーバレーオリンピックのスイス選手団
1960年スコーバレーオリンピックのスイス選手団（1960ねんスコーバレーオリンピックのスイスせんしゅだん）は、1960年2月18日から2月28日までアメリカ合衆国のスコーバレーで開催された1960年スコーバレーオリンピックのスイス選手団、およびその競技結果。

## 概要
今大会は金メダル2個を獲得した。

## メダル
| メダル | 選手名               | 競技           | 種目       |
| ------ | -------------------- | -------------- | ---------- |
| 金     | ロジェ・シュタウプ   | アルペンスキー | 男子大回転 |
| 金     | イヴォンヌ・リューク | アルペンスキー | 女子大回転 |